# Аустрија на Зимским олимпијским играма 2018.
Аустрија учествује на Зимским олимпијским играма 2018. које се одржавају у Пјонгчанг у Јужној Кореји од 9. до 25. фебруара 2018. године. Олимпијски комитет Аустрије послао је 105 квалификованих спортиста у дванаест спортова. 

## Освајачи медаља

### Злато
- Давид Глајршер — Санкање, појединачно
- Марсел Хиршер — Алпско скијање, алпска комбинација
- Матијас Мајер — Алпско скијање, супервелеслалом
- Марсел Хиршер — Алпско скијање, велеслалом
- Ана Гасер — Сноубординг, биг ер

### Сребро
- Петер Пенц, Георг Фишлер — Санкање, парови
- Ана Фајт — Алпско скијање, супервелеслалом
- Катарина Линсбергер, Михаел Мат, Катарина Галхубер, Марко Шварц, Штефани Брунер, Мануел Фелер — Алпско скијање, екипно

### Бронза
- Лукас Клапфер — Нордијска комбинација, мала скакаоница/10 км
- Доминик Ландертингер — Биатлон, појединачно
- Маделајн Егле, Давид Глајршер, Петер Пенц, Георг Фишлер — Санкање, штафета
- Катарина Галхубер — Алпско скијање, слалом
- Михаел Мат — Алпско скијање, слалом
- Вилхелм Денифл, Лукас Клапфер, Бернхард Грубер, Марио Зајдл — Нордијска комбинација, екипно

## Учесници по спортовима
| Спорт                 | Мушкарци | Жене | Укупно |
| --------------------- | -------- | ---- | ------ |
| Алпско скијање        | 11       | 11   | 22     |
| Биатлон               | 6        | 3    | 9      |
| Боб                   | 8        | 4    | 12     |
| Брзо клизање          | 1        | 1    | 2      |
| Нордијска комбинација | 5        | 0    | 5      |
| Санкање               | 7        | 3    | 10     |
| Скелетон              | 1        | 1    | 2      |
| Скијашки скокови      | 5        | 3    | 8      |
| Скијашко трчање       | 4        | 3    | 7      |
| Слободно скијање      | 7        | 5    | 12     |
| Сноубординг           | 9        | 5    | 14     |
| Уметничко клизање     | 1        | 1    | 2      |
| 12 спортова           | 65       | 40   | 105    |